# 維格雷湖
54°2′12″N 23°5′54″E / 54.03667°N 23.09833°E
維格雷湖（波蘭語：Wigry）是波蘭的湖泊，位於該國東北部波德拉謝省，長17.6公里、寬2.7公里，面積21.7平方公里，平均水深15.4米，最大水深73米，湖中有19座島嶼。